# Eugenio Curatola
Eugenio Curatola (Ciudadela, 31 de marzo de 1963 - 21 de julio de 2021), fue un inversionista argentino envuelto en una serie de estafas que totalizaron aproximadamente 570 millones de dólares, por las cuales fue juzgado y condenado. La causa "Curatola" involucró a dieciocho personas que formaron parte de una asociación ilícita donde resultaron damnificadas cientos de personas.

## Operaciones
Curatola, un exproductor de seguros, creó una empresa de administración de inversiones denominada Curatola y Asociados con el fin de brindar asesoramiento en inversiones y operar en los mercados financieros mundiales con supuestos brokers en el exterior; el negocio captó gran cantidad de inversores y creció en poco tiempo. La empresa abrió cuatro oficinas en la Ciudad de Buenos Aires y casi 20 en el interior del país y se asoció con el broker estadounidense FXCM. En sociedad con Juan José Dours, un médico de la ciudad de Azul, sumaron cientos de inversores que vieron la oportunidad de eludir el corralito.

## Operatoria
La empresa aseguraba invertir en el mercado internacional de divisas (Forex). Curatola era trader y tenía autorizaciones de sus clientes para comprar y vender activos financieros (divisas). El supuesto mecanismo de inversión consistía en depositar un mínimo de 10 000 dólares que después serían administrados por Curatola. La operación solo se podía controlar mediante Internet por medio de una clave que proveía FXCM. Los inversores por lo general primero invertían pequeñas cantidades de dinero y después especulaban aumentando la cantidad.[cita requerida]

## Primeros inconvenientes
La Comisión Nacional de Valores (CNV) le prohibió seguir operando en los mercados de futuro y opciones,[¿cuándo?]  sin embargo, Curatola siguió al frente de un espacio radial en Radio Continental y dando charlas en hoteles tentando a más inversores.

## Situaciones
A finales de 2003 finalizó la operación con FXCM y al poco tiempo comenzó a operar con Forexvan, una empresa con sede en las Islas Vírgenes Británicas perteneciente a la compañía Vanderbelt Management Group, por lo que los inversores debieron depositar sus ahorros en el Commercial Bank de Bermudas a partir de entonces. Al mismo tiempo comenzó a ser investigado por lavado de dinero. 
Durante la investigación quedó probado que, en realidad, el broker Forexvan era el propio Curátola. Supuestamente, la maniobra consistía en quedarse con el dinero del primer inversor, a quien le pagaba con lo que aportaba el segundo, una maniobra típica de los esquemas Ponzi. La investigación de las maniobras de Curatola comenzó en 2004, cuando el fiscal federal Guillermo Marijuán reunió parte de los elementos que demostraban una serie de irregularidades. Luego, Marijuán le remitió la causa al fiscal Marcelo Solimine, que determinó que el empresario era titular de la empresa fantasma Forexvan, con sede en Panamá, desde donde habría realizado las maniobras.
Para que los clientes no sospecharan, Curatola abrió oficinas virtuales en distintas ciudades del mundo, como Luxemburgo, Tokio, Londres, Shanghái, Sídney (Australia) o San Petersburgo, donde en realidad lo único que había era un empleado con una línea telefónica.
En febrero de 2005 se conocieron los primeros casos de inversores que quisieron recuperar su inversión y no pudieron. La empresa adujo que estaba bajo auditoría y por tanto momentáneamente no podía devolver el dinero, por lo que se multiplicaron los intentos de retirar los fondos.
En febrero de 2006 se inició una causa en la Fiscalía n.º 47 y al mismo tiempo tres ahorristas se presentaron ante la Corte Suprema del Caribe del Este y solicitaron la quiebra de Vandelbert, que se sospechaba que era una financiera propiedad de Curatola.
Curatola se radicó en Miami y se iniciaron causas penales y peticiones para que fuese extraditado de regreso a Argentina.

## Sentencia
En mayo de 2007 fue detenido por acusaciones de estafa y lavado de dinero a través una causa radicada en el juzgado de La Plata.
Curatola fue condenado en un juicio abreviado a cinco años y dos meses de prisión, mientras que su exesposa recibió una condena de siete años. Ambos fueron acusados de liderar una organización que estafó a más de 400 personas entre 2001 y 2005 por unos 90 millones de dólares. Sus socios y representantes ―su socio Juan José Dours (un médico de la ciudad de Azul), su contador Eduardo Massad, sus representantes Guillermo Mitre, Alejandro Marini, Karina Mendoza, Alicia Alsua, Alberto Lachermeier y  Abel Iriani― recibieron tres años de prisión cada uno.

## Fallecimiento
Eugenio Curatola murió el 21 de julio de 2021, a los 57 años, sin que se supiese cual había sido el destino de los fondos malversados.